# Studio 7
Studio 7 is een van de televisiestudio's op het Media Park in de Nederlandse stad Hilversum. Deze televisiefaciliteit is eigendom van de NOS en wordt technisch gefaciliteerd door EMG.

## Geschiedenis
Deze studio is de eerste studio die in gebruik werd genomen sinds de opening van het Schakel- en Presentatiecentrum in 1985, waar deze studio zich in bevindt. Dit bouwwerk is gebouwd met de "doos-in-doos"-constructie. Sinds de eerste ingebruikname is deze studio eigendom van de NOS en hoefde de omroep deze niet te delen met andere omroepen wat wel gebeurde met de zes studio's in het Studiocentrum. NOB TVJ leverde de technici en ondersteuning. 
Door de jaren heen kwamen het Journaal en Studio Sport hiervandaan. Het Journaal en alle nieuwsuitzendingen van de NOS verhuisden naar Studio 8 toen die werd geopend en kreeg de sportafdeling de volledige zeggenschap over Studio 7. Uit deze televisiefaciliteit komen programma’s als NOS Sportjournaal, NOS Eredivisie, NOS Studio Sport, NOS Studio Voetbal, uitzendingen rondom het EK en WK voetbal, Olympische Spelen en Tour de France. NOS Evenementen maakt ook gebruik van zowel Studio 7 als Studio 8. Sinds 2017 heeft EMG de taken van het oorspronkelĳke NOB TVJ overgenomen en levert het facilitaire bedrĳf de technici en support aan Studio 7 en de andere NOS-faciliteiten.

## Decor
De laatste verbouwing van Studio 7 vond plaats in 2018. De studio is rond, gevuld met een gebogen scherm en een aantal grote losse schermen waar beelden over de desbetreffende uitzending te zien zĳn. De presentatie vindt plaats voor een van deze schermen of op een verhoogde prak, zowel staand als zittend aan tafel. Een schans met een rond gat erin loopt dwars door de studio. Elk programma of sport heeft een eigen kleurenstelling waar het decor in wordt verlicht. 

### Augmented reality
Bĳ grote evenementen zoals de Olympische Spelen en verkiezingen kan er gebruik worden gemaakt van augmented reality. Driedimensionale voorwerpen vullen de studio virtueel. 

## Programma's
Vanuit Studio 7 komen onder andere de volgende televisieprogramma's:
- NOS Studio Sport
- NOS Sportjournaal
- NOS Studio Voetbal
- NOS Sport Eredivisie
- NOS Tour de France
- Olympische Zomerspelen
- Olympische Winterspelen
- Europees kampioenschap voetbal (mannen/vrouwen)
- Wereldkampioenschap voetbal (mannen/vrouwen)
- Het Coronavirus: Feiten en fabels
- Prinsjesdag
- Verkiezingen in Nederland en de Verenigde Staten